# Scurrula parasitica
Scurrula parasitica là một loài thực vật có hoa trong họ Loranthaceae. Loài này được L. miêu tả khoa học đầu tiên năm 1753.